# 松平堅房
松平 堅房（まつだいら かたふさ）は、江戸時代中期の大名。越後国糸魚川藩の第3代藩主。官位は従五位下・日向守。

## 生涯
享保19年（1734年）9月26日、第2代藩主・松平直好の4男として誕生。元文4年（1739年）、父の死去により6歳で家督を継いだ（兄の近栄、直経（なおつね）はいずれも早世していたと思われる）。やがて元服し、糸魚川藩祖（糸魚川松平家初代）の直堅より偏諱を取って堅房と名乗る。
寛延3年（1750年）2月に9代将軍・徳川家重に御目見し、その後は馬場先御門番や日光祭礼奉行、大坂加番、竹橋御門番、田安御門番、一橋御門番などを歴任した。安永2年（1773年）2月16日に死去し、跡を7男・直紹が継いだ。

## 系譜
父母
- 松平直好（父）
- 石原氏 ー 側室（母）

正室
- 章姫 ー 分部光命の長女

側室
- 星野氏

子女
- 佐久間信崇（六男）生母は星野氏（側室）
- 松平直紹（七男）生母は章姫（正室）
- 諏訪頼古
- 井上直孝
- 半井成英室
- 松平近周室
- 滝川元郷室

子女は8男9女